# Église de Tous-les-Saints de Varsovie

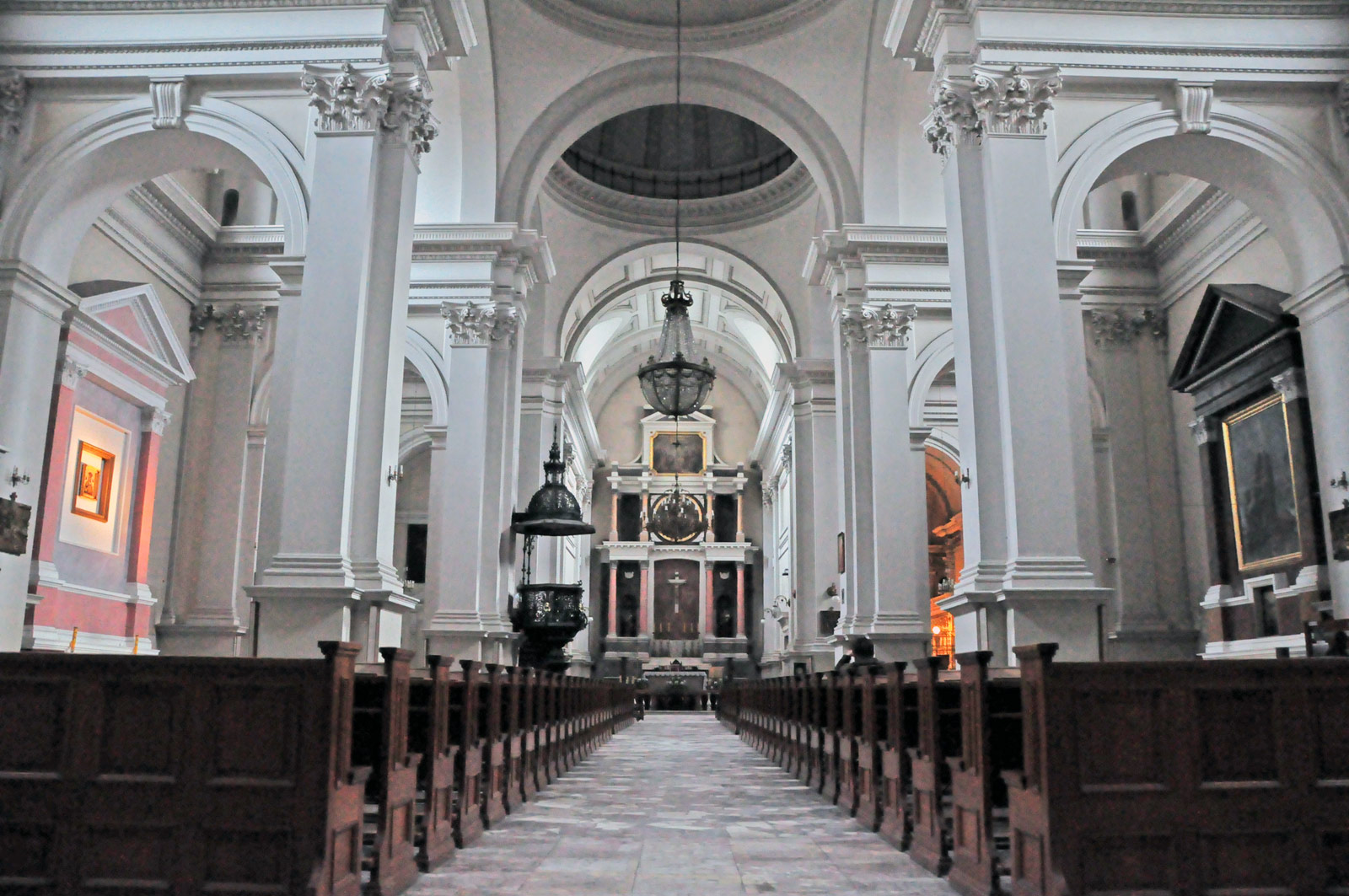
Intérieur

Pour les articles homonymes, voir Église de Tous-les-Saints.
L'église de Tous-les-Saints (en polonais Kościół Wszystkich Świętych) à Varsovie est une église paroissiale catholique située sur la Place Grzybowski.

## Histoire
L'église a été construite de 1861 à 1883 par Enrico Marconi dans le style néo-renaissance. L'église a été endommagée par les bombardements de la Luftwaffe au début de la Seconde Guerre mondiale. Pendant la Seconde Guerre mondiale, l'église était initialement sur le territoire du ghetto de Varsovie. Elle a été détachée du ghetto par les SS après la Grande Action de Varsovie, gravement endommagé par les SS lors de la répression du soulèvement du ghetto de Varsovie en 1943, et détruite à nouveau au cours du soulèvement de Varsovie. Pendant le ghetto de Varsovie, l'église était utilisée par les catholiques d'origine juive. Entre autres, Ludwik Hirszfeld a trouvé refuge dans l'église. Après la guerre, l'église a reçu le prix House of Life. L'église a été reconstruite après la Seconde Guerre mondiale. Lorsque le pape Jean-Paul II a célébré la messe dans l'église en 1987, Mère Teresa était également présente.

## Littérature
- Page d'accueil